# جاي في سي كينوود
جاي في سي كينوود (بالإنجليزية: JVCKenwood)‏، هي شركة يابانية تم دمجها مابين جاي في سي وكينوود سنة 2008، وتقع مقرها في مدينة بوكوهاما.

## الموقع الخارجي
- الموقع الرسمي